# 國弱
國弱（？—？），又名國景子，中國春秋時期齊國政治人物。國武子國佐之子。前573年，齊靈公因為國佐叛亂殺死大夫慶克，在甲申日夜晚，派遣衞士華免用戈於宮中殺死國佐，又命令清地的人殺國弱的兄長國勝，國弱出走至魯國。後來，齊靈公又讓國弱回齊國，讓他繼承了國氏一族。
其後於前542年－前532年期間，國弱多次代表齊國出使或會盟。